# Сано Кайсю
Сано Кайсю (яп. 佐野 海舟, нар. 30 грудня 2000, Цуяма) — японський футболіст, півзахисник німецького клубу «Майнц 05» та національної збірної Японії.

## Клубна кар'єра
Народився 30 грудня 2000 року в місті Цуяма.
У дорослому футболі дебютував 2019 року виступами за команду «Матіда Зельвія», в якій провів три сезони, взявши участь у 116 матчах чемпіонату. Більшість часу, проведеного у складі «Матіда Зельвія», був основним гравцем команди.
Своєю грою за цю команду привернув увагу представників тренерського штабу клубу «Касіма Антлерс», до складу якого приєднався 2023 року. Відіграв за команду з міста Касіми наступний сезон своєї ігрової кар'єри. Граючи у складі «Касіма Антлерс», також здебільшого виходив на поле в основному складі команди.
Влітку 2024 року за 2,5 мільйона євро перейшов до німецького «Майнц 05», з яким уклав чотирирічний контракт. 

## Виступи за збірну
2023 року дебютував в офіційних матчах у складі національної збірної Японії.
У складі збірної був учасником кубка Азії з футболу 2023 року в Катарі.
| Дата       | Місто | Господарі | Результат | Гості     | Турнір                     | Голи | Примітки |
| ---------- | ----- | --------- | --------- | --------- | -------------------------- | ---- | -------- |
| 16-11-2023 | Суйта | Японія    | 5 – 0     | М'янма    | Відбір до ЧС 2026          | -    | 46'      |
| 1-1-2024   | Токіо | Японія    | 5 – 0     | Таїланд   | товариський матч           | -    |          |
| 14-1-2024  | Доха  | Японія    | 4 – 2     | В'єтнам   | Кубок Азії 2023 - 1-й етап | -    | 77'      |
| 24-1-2024  | Доха  | Японія    | 3 – 1     | Індонезія | Кубок Азії 2023 - 1-й етап | -    | 82'      |
| Усього     |       | Матчів    | 4         |           | Голів                      | 0    |          |